# Boronia rigens
Boronia rigens là một loài thực vật có hoa trong họ Cửu lý hương. Loài này được Cheel mô tả khoa học đầu tiên năm 1928 publ. 1929.